# Mondvogel (Miró)

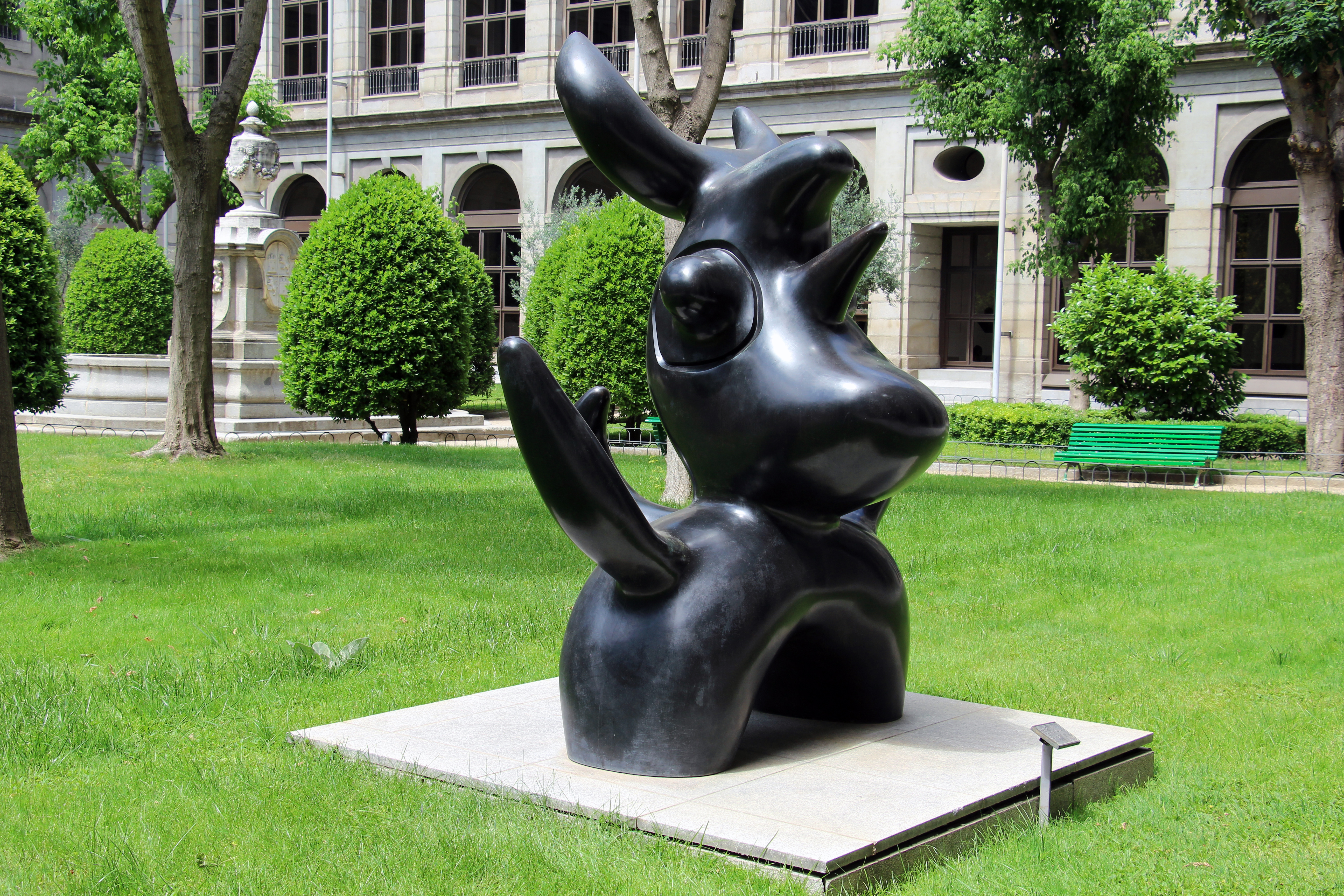
Mondvogel im Innenhof des Museo Reina Sofía in Madrid.

Mondvogel (Oiseau lunaire) ist eine 1945 von Joan Miró in Olivenholz geschaffene Plastik. Aus der gleichen Zeit existiert auch die Plastik L’Oiseau solaire (Sonnenvogel), von der ebenfalls Abgüsse in verschiedenen Größen angefertigt wurden. Mondvogel gilt als die älteste heute noch erhaltene Skulptur des Künstlers.
Das Original mit den Abmessungen 30 × 24 × 17 Zentimetern wurde auf der Kunst- und Antiquitätenmesse  The European Fine Art Fair (TEFAF) 2011 für 5 Mio. US-Dollar von einem privaten Sammler, der es vier Jahrzehnte besessen hatte, an einen anderen privaten Sammler verkauft. Zuvor hatte es den Galeristen Aimé Maeght und Dennis Hotz, London, gehört. Die Zeitschrift Beaux Arts du Monde schrieb dazu, es seien „biomorphe Erscheinungen von archaischer Kraft und Zeitenferne, die origineller wirken als ihre geschmeidig-eleganten Nachfolger von 1966“.
Insgesamt wurden in den Jahren 1966/67 von Mondvogel mit den Maßen 234 × 210 × 150 cm fünf Abgüsse in Bronze angefertigt. Einer steht heute im Innenhof des Museo Reina Sofía in Madrid, ein weiterer bei der Fondation Beyeler sowie im Hirshhorn Museum and Sculpture Garden in Washington D.C. Auch kleinere Varianten sind in dieser Zeit entstanden.